# Triq sultan
Le Triq sultan, en kabyle abrid n'soltan, littéralement la route royale, est une route qui relie les Hauts-Plateaux algériens à la ville de Béjaïa en Kabylie. 

## Histoire
Son origine remonte au Moyen Âge, plus précisément au règne de la dynastie berbère des Hammadide. En effet à l'époque elle reliait la Kalâa des Béni Hammad aux alentours de M'Sila fondée en l'an 1007 et classée au patrimoine mondial de l'UNESCO à Béjaïa principale interface de la région avec la mer Méditerranée. Cette route est ponctuée de vestiges, allant de la Kalâa des Béni Hammad jusqu'au centre historique de Béjaïa en passant par la Kalaa des Ait Abbas et la vallée de la Soummam avec les vestiges de la ville romaine de Tiklat à El Kseur. C'est d'ailleurs cet itinéraire que la dynastie Hammadide, fuyant les invasions des arabes bédouines pillards hilaliens, a emprunté pour transférer sa capitale de la Kalâa à Béjaïa d'où le nom de triq sultan.

## Géographie
Actuellement c'est un axe toujours très emprunté, en effet les Hauts-Plateaux ont toujours comme interface avec la mer le port de Béjaïa. Du sud au nord, la route passe par les wilayas de M'Sila, Bordj Bou Arreridj puis Béjaïa et les montagnes du Hodna, des Bibans et la vallée de la Soummam. Dans son trajet le long de cette vallée, le triq sultan correspond à l'actuelle RN26. Plus au sud il correspond à la route qui traverse les Bibans entre Ighil Ali et Bordj Bou Arreridj. C'est un itinéraire emprunté chaque année par des milliers d'estivants en provenance des villes de Bordj et M'Sila qui gagnent le littoral de la région de Béjaïa perpétuant ainsi un déplacement de population vieux de 1 000 ans.

## Galerie

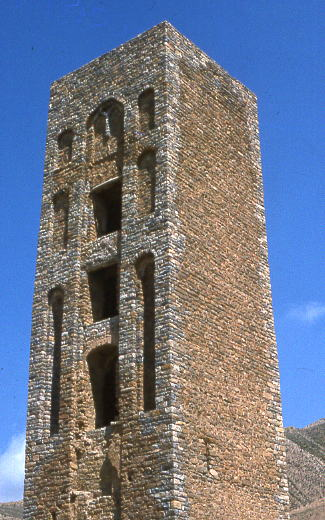
La Kalâa des Béni Hammad, ancienne capitale des Hammadides dans le Hodna.
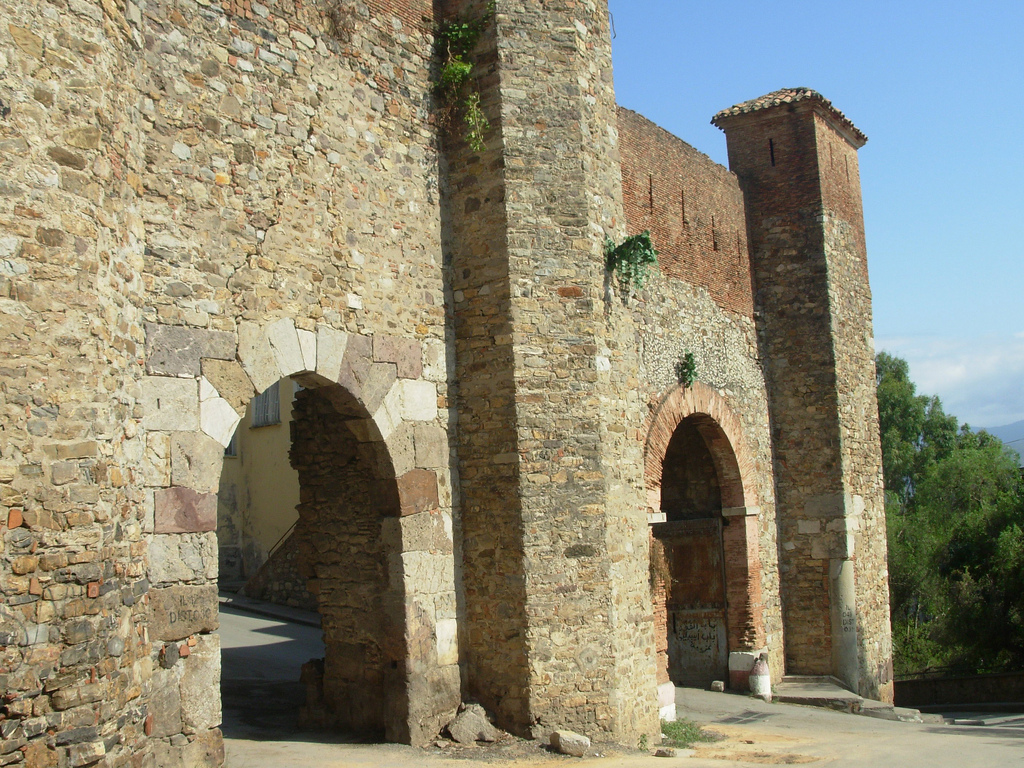
Bab Fouka une des porte médiévale de Béjaïa, deuxième capitale des Hammadides.